# Battaglia di Uadara
La battaglia di Uadara (o Wadara) fu combattuta in Africa nel gennaio del 1936.
Forze etiopiche vennero sconfitte dal Reggimento "Lancieri di Aosta", che subì notevoli perdite nell'azione.